# Língua juang
Juang  'Juang'  é uma língua munda da família austro-asiática falada principalmente pelo povo juang do estado de Orissa, leste da Índia.

## Classificação
A língua Juang pertence à família munda, sendo que as línguas da família munda são classificadas como um ramo da família austro-asiática. Entre as línguas munda, o juang é considerado o mais estreitamente relacionado à língua khária, embora Anderson considere que juang e khária se separaram uma da outra relativamente cedo
Juang pode ser dividido nas variedades Hill e Plains, ambas faladas em Orissa (Patnaik 2008: 508).
- Hill Juang: Gonasika Hills (distrito de Keonjhar) e Pallara Hills
- Plains Juang: cerca de 147 aldeias no sul do distrito de Keonjhar] e leste do [distrito de Dhenkanal

## Distribuição
O censo indiano de 2001 registrou 30.875 falantes de juang. No estado de Orissa, é falado no sul do distrito de Keonjhar, ao norte do distrito de Angul e ao leste do distrito de Dhenkana(Patnaik 2008: 508).
Juang está atualmente sob perigo de extinção, considerado vulnerável por não ser falado por crianças fora de casa.
Juang atualmente tem cerca de 20 mil falantes restantes.

## Gramática
Em Juang, várias raízes estão claramente isentas da oposição verbo transitivo / verbo intransitivo, de modo que a função da raiz pode ser determinada apenas por sua coocorrência com o conjunto particular de marcadores de tempo.
Por exemplo,
pag- Definir I 'para quebrar' -Configurar II 'para ser quebrado1
pano- Conjunto I 'para rasgar' - Conjunto II 'para ser rasgado1
guj- Conjunto I 'para lavar' - Conjunto II 'para ser era

## Sistema de Escrita
O sistema de escrita usado por pessoas que falam a língua Juang é o alfabeto oriá.

## Amostra de texto
João 3:16
ଏତେ ଜଅନ ସାବୁରିଞ୍ତେ ଗାମ, “ଆଞ୍ ଆପେତେ ଡାଗ୍ତେ ଡୁବନ ଡିଞ୍କେ। ଏଲେ ଆଞାତାକୁରି ସୁଗାଇ ବଳୁଆ ମିନଗ୍ ଡେଣ୍ଡେ। ଆର ଆଞାତା ସୁଗାଇ କୁବା ଜୁ ଆଞ୍ ଆରା ଜୁତାର ସରିକା ଏପ୍ଟାଏ ମା ରିମ୍ଡେ ଜେନା। ଆର ଆପେତେ ଇସରଆ ନିମୁଳ ଆତାମା ଆଉ ଲାଲାଜାତେ ଡୁବନ ଡିମିଞେ।
Transliteração
ete jaʔon sāburiñʔte gām,"āñʔ āpete ḍāgʔte ḍuban ḍiñʔke.ele āñātākuri sugāi baluā menagʔ ḍeṇte.ār āñātā sugāi kubā ju āñʔ ārā jutār sarikā epʔṭāe kā rimʔḍe jenā. ār āpete isôrʔā nimuḷ ātāmā āḍ lālājāte ḍuban ḍimiñe.
Português
Porque Deus amou o mundo de tal maneira que deu o seu Filho unigênito, para que todo aquele que nele crê não pereça, mas tenha a vida eterna.

## -Bibliografia
- Mahapatra, B. P.. “Comparative Notes on Juang and Kharia Finite Verbs”. Oceanic Linguistics Special Publications 13 (1976): 801–814.
- Patnaik, Manideepa. 2008. "Juang". In Anderson, Gregory D.S (ed). The Munda languages, 508–556. Routledge Language Family Series 3.New York: Routledge. ISBN 0-415-32890-X.
- «Juang - MultiTree». multitree.org. Consultado em 2 de maio de 2016
- «ScriptSource - Oriya». scriptsource.org. Consultado em 2 de maio de 2016

## Lígações externas
- [ https://www.omniglot.com/writing/juang.htm Juang em Omniglot.com]
- Juang em Ethnologue
- Juang em Endangered Languages
- Juang em Core.ac